# Enrique Alba
Enrique de Alba y Rodríguez (1848-1920) fue un grabador, publicista y político español, de ideología republicana.

## Biografía
Nació en 1848 en Madrid. Grabador en madera, fue discípulo de la Escuela especial de Madrid y de M. Dumont. Estudió desde los dieciséis a los diecinueve años de edad en París. En las Exposiciones públicas de 1876, 1878 y 1881 presentó diferentes pruebas de grabado, alcanzando en el segundo de dichos concursos una medalla de tercera clase.
En 1872 y 1873 figuró como vocal del Comité republicano del distrito de Palacio. Por elección popular fue nombrado capitán de Estado Mayor del batallón de la Universidad y presidente del Comité y Colegio electoral del Conde-Duque. El Gobierno de la República le confirmó en el puesto de conservador del teatro de la Ópera el 23 de junio de 1873. El golpe de Estado de Pavía del 3 de enero de 1874 hizo que abandonara su cargo. En 1880 se puso a disposición de Manuel Ruiz Zorrilla, a cuyo lado permaneció en París, cooperando con las operaciones revolucionarias hasta 1891, en que retornó a Madrid con toda su familia. Desterrado por delito de prensa contra las instituciones vigentes, el 27 de abril de 1892 volvió a la capital francesa y allí permaneció hasta que Ruiz Zorrilla abandonó dicho país. Colaboró durante muchos años en los periódicos El Porvenir y El Progreso, y en Francia durante cuatro años como redactor de La France, haciendo al mismo tiempo campañas en L'Evenement, Le XIXe Siècle, La Patrie y otros muchas publicaciones parisinas. En la Exposición Universal de Barcelona de 1888 representó a nueve periódicos de París. Amigo de Sol y Ortega, formó parte de la Unión Republicana. Su implicación en política cesó tras la muerte de Sol y Ortega.
Falleció el 12 de febrero de 1920, víctima de una gripe.